# Хохлов, Евгений Иванович
Евге́ний Ива́нович Хохло́в (5 августа 1939, Москва — 29 октября 2021, Москва) — первый тренер национальной женской сборной СССР по биатлону (1984—1989), старший тренер сборной команды СССР по лыжным гонкам Госкомспорта СССР (1990—1991). Заслуженный тренер СССР.

## Биография
Евгений Иванович родился 5 августа 1939 года в Москве. Работать начал вскоре после войны в паровозном депо Московско-Рязанской железной дороги (поездной кочегар паровоза).
В 1963 году стал мастером по ремонту лыж на лыжепрокатной базе ВДСО «Локомотив».
В 1965 году стал тренером по лыжному спорту, стадион «Локомотив». В 1973 году стал тренером центрального спортивного клуба железнодорожного общества, а с 1976 — тренером-преподавателем экспериментальной группы по биатлону. С 1977 года Евгения Ивановича перевели на должность тренера сборной СССР при ЦКО ДСО Профсоюзов.
С 1984 года стал первым тренером женской сборной СССР по биатлону. Проработал до 16 мая 1991 года. Под его тренерством женская сборная участвовала в первых чемпионатах мира. Он тренировал таких биатлонисток, как Венера Чернышова, Елена Головина, Кайя Парве.
Скончался 29 октября 2021 года в Москве на 83-м году жизни.

## Тренерский путь[2]
- 10.01.1963 — 25.03.1963 Мастер по ремонту лыж на лыжнопрокатной базе ВДСО «Локомотив»
- 01.04.1963 — 12.05.1965 Методист производственной гимнастики детс.
- 13.11.1965 — 07.01.1967 Тренер по лыжному спорту (Стадион «Локомотив»)
- 10.01.1967 — 11.09.1973 Тренер-преподаватель ДУОСШ при Райсовете Московского Метростроя
- 12.09.1973 — 16.06.1976 Тренер (Центральный спортивный клуб ВДСО «Локомотив»)
- 16.06.1976 — 16.03.1977 Тренер-преподаватель экспериментальной группы по биатлону
- 16.03.1977 — 06.06.1979 переведен на должность Тренера сборной команды СССР по ЦСК ДСО профсоюзов
- 22.07.1979 — 30.09.1980 Тренер сборной команды СССР по лыжному спорту по г. Москве
- 01.10.1980 — 16.07.1984 Тренер по лыжному спорту Управления зимних видов спорта
- 16.07.1984 — 03.11.1986 Тренер по биатлону Управления лыжных видов спорта
- 03.11.1986 — 01.03.1989 Старший тренер сборной команды СССР по биатлону Управления лыжных видов спорта
- 01.03.1989 — 01.10.1990 Старший тренер сборной команды СССР по лыжному спорту (биатлон) Главного управления зимних видов спорта
- 01.10.1990 — 16.05.1991 Старший тренер сборной команды СССР по лыжным гонкам Госкомспорта СССР

### Чемпионаты мира
Женская сборная СССР принимала участие во всех чемпионатах мира с 1984 года. В период своего существования советская команда выиграла абсолютно все эстафеты (1984—1991) и командные гонки (1989—1991), также было завоёвано 9 медалей в индивидуальных гонках (3 золота) и 11 — в спринтах (3 золота), всего 31 медаль, из них 17 золотых.

### Знаменитые биатлонистки под тренерством Е. И. Хохлова
- Венера Чернышова
- Елена Головина
- Кайя Парве

### Воспоминания учеников
Мастер спорта Сычёв Евгений Николаевич описал его работу так:
Откуда-то в пединститут попала киносъёмка наших тренировок, это были просто рабочие моменты. Великолепный тренер Евгений Иванович Хохлов, он возглавлял ЦС «Локомотив» в Москве (такой въедливый и очень талантливый). Когда возник потом женский биатлон в России, его назначили старшим тренером женской команды, где-то в 1982-1983 году. И первые самые главные достижения в женском биатлоне в СССР  связаны с Хохловым, который был и наш личный тренер. Он пришел в ЦС «Локомотив» в 1974 году и возглавил его до Хованцева. Так вот Евгений Иванович по пояс в сугробе носился и снимал нас на камеру. Представьте себе, 70-е годы с этой огромной заводной камерой с бобинами, и снимал технику лыжного хода у нас на сборах. Потом после вечерней тренировки, после ужина, заводил нас в гостинице в комнату, вешал простыню, включал аппарат, и мы разбирали ошибки.Сычёв Евгений Николаевич, https://biatlon-voronez.ucoz.ru/index/statja_sychjova_e_n/0-120

## Личная жизнь
Супруга — Хохлова (Тетерина) Валентина Николаевна (1942—2001). Сын — Александр Хохлов.